# Cistanche christisonioides
Cistanche christisonioides är en snyltrotsväxtart som beskrevs av Günther von Mannagetta und Lërchenau Beck. Cistanche christisonioides ingår i släktet Cistanche och familjen snyltrotsväxter. Inga underarter finns listade i Catalogue of Life.